# Passiflora bauhiniifolia
Passiflora bauhiniifolia är en passionsblomsväxtart som beskrevs av Carl Sigismund Kunth. Passiflora bauhiniifolia ingår i släktet passionsblommor, och familjen passionsblomsväxter. Inga underarter finns listade i Catalogue of Life.